# Bernat de Mallorca
Bernat de Mallorca fou un noble català del segle xiv. Tot i que no es tenen referències sobre els seus orígens familiars, fou possiblement un membre il·legítim de la família dels reis de Mallorca.
Abans de l'any 1328, el rei Jaume II d'Aragó li havia cedit el castell de Montclar, al Berguedà, amb unes determinades condicions: fer-hi millores, donar el delme dels fruits de tres feixes de terra contigües al castell, entre d'altres. Aquesta infeudació, segons sembla, es va formalitzar al desembre de 1324.
El castell de Montclar havia estat adquirit pel rei Jaume II d'Aragó l'any 1309, com a part de la permuta realitzada amb Sibil·la de Pallars, comtessa de Pallars i senyora de Berga.

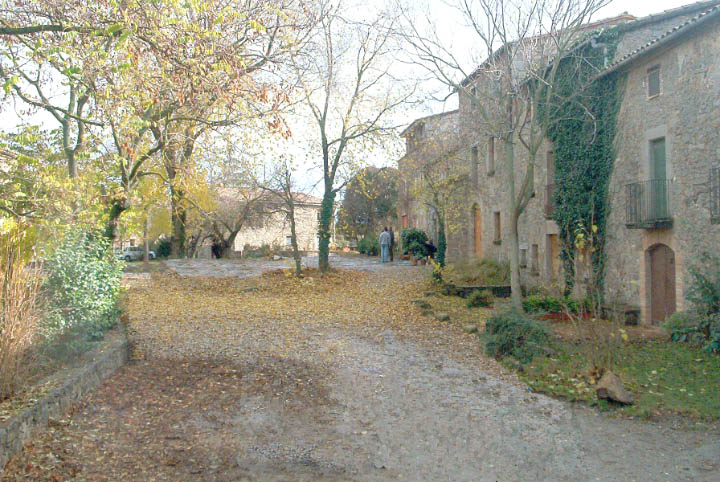
Vila de Montclar al Berguedà